# Kwekwe
Kwekwe, conhecida até 1983 como Que Que, é uma cidade no centro de Zimbábue.